# Nemeshetés
Nemeshetés község Zala vármegyében, a Zalaegerszegi járásban, a Zalai-dombságban, az Egerszeg–Letenyei-dombság területén.

## Fekvése
Zalaegerszeg délkeleti szomszédságában fekszik, a legközelebbi szomszédja dél felől Búcsúszentlászló. Területének keleti felén áthalad a Pölöske-Alsónemesapáti között húzódó 7363-as út, de belterületi része zsákfalunak tekinthető, mert közúton csak az előbbi útból nyugat felé kiágazó 73 226-os úton érhető el.

## Története
A település több évezredes létét igazolja, hogy a község mostani legmagasabb pontján, melyet Oláhvárosnak hívnak, csiszoltkő-korszaki szerszámok kerültek elő (pl.: késő neolit korból származó kőbalta).
Első ismert írásbeli említése 1270-ből való. A XIV. században már egyre nagyobb számban kisbirtokos Hetésiek birtokolják. 1513-ban már elismert nemes község, melyet 10 egytelkes nemes birtokol.
Lakói a török gyakori portyázása miatt települtek át a jelenlegi védett völgybe. E korban az 1554-es jegyzőkönyvek tanúsága szerint még temploma és plébániája van, ami nyomtalanul elpusztult.
1718 óta Búcsúszentlászló filiája.
A tősgyökeres, régebbi születésű nemeshetésiek a jelenlegi utcanevek helyett, ma is a régi elnevezéseket használják. A házcsoportok egy részét „saroknak” mondják, és az ott megtelepült családokról nevezik Kámán, Magyar, Czigány saroknak. Kivételt képez a Főszeg, és a Kokasdomb. A község déli részén fekvő Oláhváros nevét a török időkben ide települt szlávokról kapta, akiket egységesen oláhoknak hívtak akkoriban.
1737-ben VI. Károly német-római császár (III. Károly magyar király) adománylevelében az alábbiakról rendelkezett:
„…Kámán Ferencnek, Bolla Ádámnak, Jánosa Benedeknek, Jakabfi Györgynek, másik Mihályi Györgynek, Lóránt Benedeknek, Kardos Istvánnak, Balassi Jánosnak… Hetés birtokot, és a környező többi helység gondozását… engedtük, és engedélyezését jónak láttuk, hogy t. i. kétszer országos vásárt tarthassanak a Mi szabad és királyi városaink jogai alapján Hetés határában, ahol Szent László király tiszteletére kápolna áll…”
A török háborúk után a község gyorsan megerősödött. 1785-ben már 131 házból állott (a szőlőhegyi lakhelyeket is beleértve) 686 lakossal.
A törökök kiűzése után a nemesi, kuriális község, kiváltságait 1848-ig megtartotta. Nemeshetés életébe beírta nevét Kossuth kebelbarátja, Széchenyi István hitszónoka, barátja, Gasparics Kilit. Ő toborozta a szabadságharcba a táj és a Muravidék fiataljait.
1935-ben a pacsai járásban fekvő kisközség területe 1165 hold volt, a 249 lakóházban 1083 lakos élt. Ezután a lakossága folyamatosan emelkedett 1941-ig, amikor 1102 lakosa volt. 1959-ben megalakult a tsz. 1970-ben a körzetesítési koncepció következtében a község önálló tanácsát integrálták a Bucsuszentlászlói Közös Községi Tanácsba, s Nemeshetés az ún. „szerepkör nélküli” községek sorsára jutott. Ekkor már csak 775 lakost írtak össze. Azóta a fogyás és az elvándorlás együttesen oly mértékű, hogy a mai lakosság már fele sincs a kétszáz évvel ezelőttinek.

## Közélete

### Polgármesterei
- 1990–1994: Ifj. Magyar Ferenc (független)[3]
- 1994–1998: Farkas László (független)[4]
- 1998–2002: Farkas László (független)[5]
- 2002–2006: Farkas László (független)[6]
- 2006–2010: Varga Eszter (független)[7]
- 2010–2014: Magyar Kálmán (független)[8]
- 2014–2019: Magyar Kálmán (független)[9]
- 2019–2024: Magyar Kálmán (független)[10]
- 2024– : Horváth Ferenc (független)[1]

## Népesség
A település népességének változása:
| Lakosok száma | 262  | 251  | 259  | 280  | 266  | 294  | 280  |
|               | 2013 | 2014 | 2015 | 2021 | 2022 | 2023 | 2024 |

A 2011-es népszámlálás idején a nemzetiségi megoszlás a következő volt: magyar 98,4%, cigány 1,6%. A lakosok 81%-a római katolikusnak, 1,2% reformátusnak, 4,8% felekezeten kívülinek vallotta magát (10,5% nem nyilatkozott).
2022-ben a lakosság 93,2%-a vallotta magát magyarnak, 1,9% örménynek, 1,5% cigánynak, 1,1% románnak, 1,1% németnek, 0,4% szlovénnek, 3% egyéb, nem hazai nemzetiségűnek (6% nem nyilatkozott; a kettős identitások miatt a végösszeg nagyobb lehet 100%-nál). Vallásuk szerint 47% volt római katolikus, 1,9% református, 8,3% egyéb keresztény, 0,4% egyéb katolikus, 6,4% felekezeten kívüli (35,7% nem válaszolt).

## Híres személyek
- Itt született 1905-ben Vecsey Lajos svájci magyar lelkész.

## Nevezetességei
Messze környéken egyedülálló építmény a puritán stílusú római katolikus templom, mely már a XXI. századot vetítette előre építése kezdetén is. Koroncz László, bucsuszentlászlói plébános szellemi irányítása mellett, a még létező szocializmus egyházellenes időszakában, javarészt lakossági összefogással épült 1974-től 1976-ig. A teljes egészében vasbeton építmény bejárata feletti felirat szimbolikusan a templom illetve a hit időt állását hirdeti: „Állom a vihart!”
A templomkertben látható a zalahalápi bazaltoszlopról készült emlékmű, melynek márványtáblája őrzi az I. és II. világháborúban elhunyt hősi halottak nevét.
A község központjában látható a Falukút, amit a régi nemeshetésiek Angyalok Kútjának neveztek. A legenda szerint, amikor az angyalok a bucsuszentlászlói templomba vitték a Szűzanya szobrot – melynek a csodálatos gyógyulásokat tulajdonítják – ezen a helyen pihentek meg, s hogy szomjukat oltsák forrást fakasztottak. A kút a mai napig is – ellentétben a környező kutakkal, amelyek talajvízzel tápláltak – bő vizű forráskút. A kút tőszomszédságában áll az Ezer Éves Kereszténységünk Emlékkeresztje, amely 2001-ben állíttatott.
A belterület elhagyása után a Piros Kereszt, majd egy 100 éves kőkereszt érintésével vezet az út Búcsúszentlászlóra. Az út a Dunántúl egyik legnagyobb összefüggő szelídgesztenyését is érinti, amely a Balkán-félszigetről átterjedt gombás fertőző betegség következtében jelentős károsodást szenvedett. A községet övező erdőkben a túrázó nagy- (szarvas, őz, vaddisznó) és apróvadakkal találkozhat. A számtalan itt fészkelő madárfaj mellett a rendkívül ritka és fokozottan védett rétisas is megfigyelhető. A különböző gombafajok mellett a nagyon értékes és keresett vargánya is fellelhető. Az erdei séták alkalmával a táj szinte érintetlen szépségében, a nyugalomban és csendben, a százados bükkerdőkben és fenyvesekben gyönyörködhetünk.